# Randers HF & VUC
Randers HF & VUC er en dansk uddannelsesinstitution, der udbyder hf- og VUC-kurser.
Skolen har 250 kursister på hf og 450 kursister på VUC-delen. Den er beliggende på Nålemagervej i det nordvestlige Randers i bygninger, der tidligere rummede Randers Amtsgymnasium. Skolen beskæftiger 65 ansatte.
Randers HF & VUC har rødder tilbage til 1963, hvor Randers Byråd vedtog at oprette Randers Kommunale Gymnasium. Det havde oprindeligt til huse i Vestervangsskolens bygninger, men i 1969 blev gymnasiets egne bygninger indviet, blot et stenkast fra Vestervangsskolen. Gymnasiet er tegnet af Buhl & Klithøj. Da Århus Amt i 1973 overtog gymnasierne i amtet, skiftede det navn til Randers Amtsgymnasium. Som følge af manglende søgning til hf nedlagde gymnasiet hf-uddannelsen i 1980. Samtidig oprettedes Paderup Gymnasium. Da byens ældste gymnasium, Randers Statsskole, nedlagde sin hf-uddannelse i 1990, søgte Randers Amtsgymnasium om lov til at etablere en ren hf-uddannelse. Det blev samtidig besluttet at en del af lokalerne fremover skulle anvendes af Randers VUC – men som to selvstændige institutioner helt frem til 2005, hvor de blev sammenlagt og fik det nuværende navn.
Frem til 2007 var såvel hf som VUC drevet Århus Amt. Siden har Randers HF & VUC været selvejende.

## Pædagogisk udvikling
Skolen har tradition for at være dybt engageret i pædagogiske og didaktiske samarbejder med forskningsmiljøet. 
I 2011 modtog lærerne på Randers HF & VUC GL’s Uddannelsespris for projektet FAG (Fremmøde, Aktivitet og Gennemførelse). GL hylder med uddannelsesprisen lærerne på Randers HF & VUC, som systematisk og hårdt har arbejdet med elevernes sociale og faglige forudsætninger for at følge og gennemføre undervisningen på Randers HF og VUC.
Et større aktionsforskningsprojekt i samarbejde med Steen Beck og Michael Poulsen førte i 2011 til de to udgivelser "Mangfoldighed og fællesskab - en etnodidaktisk analyse af kursisttilgange og klasserumskultur på hf og VUC" samt "Læringssamarbejde - en etnodidaktisk analyse af Cooperative Learning på hf og VUC". Fra 2012-2015 arbejdede skolen med it-udvikling som strategisk udviklingsområde, hvilket ligeledes resulterede i en publikation af aktionserfaringerne. Denne gang blev den teoretiske ramme skrevet af Jesper Tække og Michael Poulsen, mens de 14 aktioner, der blev gennemført er redegjort for af underviserne selv. Endelig biddrog skolens daværende ledelse med deres organisatoriske perspektiv på projektet 'IT i bredden'. Udgivelsen hedder "Digital dannelse. Udfordringer, erfaringer og perspektiver fra Randers HF & VUC" og er udgivet på forlaget UP, Unge Pædagoger.
I 2018 modtog Soffy Langballe Løvschall og Maibrit Schmitt, lærere fra Randers HF & VUC, guldprisen til Best European Learning Materials Awards (BELMA) for deres iBog "Kreative produktioner i dansk - en øvebog".
Senest har man deltaget i KLEO-projektet (Klasseledelse og Erfaringsopsamling) under Aarhus Universitet.

## Rektorer
- Per Mønsted 1963-1977
- Kaj Minke 1977-1995
- Bertel Pedersen 1995- 2014
- Mette Jespersen 2014-2017
- Lena Søllingvraa Lindblad 2018-